# Calinaga nubilosa
Calinaga nubilosa är en fjärilsart som beskrevs av Charles Oberthür 1920. Calinaga nubilosa ingår i släktet Calinaga och familjen praktfjärilar. Inga underarter finns listade i Catalogue of Life.